# Élections législatives de 1968 dans les Basses-Alpes
Les élections législatives françaises de 1968 se déroulent les 23 et 30 juin 1968. Dans le département des Basses-Alpes, deux députés sont à élire dans le cadre de deux circonscriptions.

## Élus
| Circonscription | Député sortant | Parti | Parti          | Député élu ou réélu | Parti | Parti          |
| --------------- | -------------- | ----- | -------------- | ------------------- | ----- | -------------- |
| 1re             | Marcel Massot  |       | FGDS (Radical) | Marcel Massot       |       | FGDS (Radical) |
| 2e              | Claude Delorme |       | FGDS (SFIO)    | Claude Delorme      |       | FGDS (SFIO)    |

## Résultats

### Résultats à l'échelle du département
| Parti          | Parti                                           | Premier tour | Premier tour | Second tour | Second tour | Sièges |
| Parti          | Parti                                           | Voix         | %            | Voix        | %           | Sièges |
| -------------- | ----------------------------------------------- | ------------ | ------------ | ----------- | ----------- | ------ |
|                | Union pour la défense de la République          | 16 064       | 32,74        | 24 334      | 48,29       | 0      |
|                | Modérés                                         | 7 011        | 14,29        | Retrait     | Retrait     | 0      |
|                | Union des républicains de progrès               | 23 075       | 47,03        | 24 334      | 48,29       | 0      |
|                |                                                 |              |              |             |             |        |
|                | Section française de l'Internationale ouvrière  | 7 373        | 15,03        | 13 600      | 26,99       | 1      |
|                | Parti radical                                   | 6 828        | 13,92        | 12 453      | 24,71       | 1      |
|                | Fédération de la gauche démocrate et socialiste | 14 201       | 28,94        | 26 053      | 51,71       | 2      |
|                |                                                 |              |              |             |             |        |
|                | Parti communiste français                       | 11 159       | 22,74        | Retrait     | Retrait     | 0      |
|                | Parti socialiste unifié                         | 628          | 1,28         |             |             | 0      |
|                |                                                 |              |              |             |             |        |
| Inscrits       | Inscrits                                        | 64 091       | 100,00       | 64 062      | 100,00      | 2      |
| Abstentions    | Abstentions                                     | 13 964       | 21,79        | 12 289      | 19,18       |        |
| Votants        | Votants                                         | 50 127       | 78,21        | 51 773      | 80,82       |        |
| Blancs et nuls | Blancs et nuls                                  | 1 064        | 2,12         | 1 386       | 2,68        |        |
| Exprimés       | Exprimés                                        | 49 063       | 97,88        | 50 387      | 97,32       |        |

### Résultats par circonscription

#### Première circonscription (Digne)
| Candidat       | Candidat                    | Parti          | Premier tour | Premier tour | Second tour | Second tour |  |
| Candidat       | Candidat                    | Parti          | Voix         | %            | Voix        | %           |  |
| -------------- | --------------------------- | -------------- | ------------ | ------------ | ----------- | ----------- |  |
|                | Henri Savornin              | UDR (URP)      | 8 496        | 35,71        | 12 415      | 49,92       |  |
|                | Marcel Massot sortant réélu | FGDS (Radical) | 6 828        | 28,7         | 12 453      | 50,08       |  |
|                | Raymond Philippe            | PCF            | 5 057        | 21,25        | Retrait     | Retrait     |  |
|                | Gabriel Domenech            | Modérés        | 3 413        | 14,34        | Retrait     | Retrait     |  |
|                |                             |                |              |              |             |             |  |
| Inscrits       | Inscrits                    | Inscrits       | 31 481       | 100,00       | 31 472      | 100,00      |  |
| Abstentions    | Abstentions                 | Abstentions    | 7 176        | 22,79        | 5 953       | 18,92       |  |
| Votants        | Votants                     | Votants        | 24 305       | 77,21        | 25 519      | 81,08       |  |
| Blancs et nuls | Blancs et nuls              | Blancs et nuls | 511          | 2,1          | 651         | 2,55        |  |
| Exprimés       | Exprimés                    | Exprimés       | 23 794       | 97,9         | 24 868      | 97,45       |  |

#### Deuxième circonscription (Manosque)
| Candidat       | Candidat                     | Parti          | Premier tour | Premier tour | Second tour | Second tour |  |
| Candidat       | Candidat                     | Parti          | Voix         | %            | Voix        | %           |  |
| -------------- | ---------------------------- | -------------- | ------------ | ------------ | ----------- | ----------- |  |
|                | Jean Cabane                  | UDR (URP)      | 7 568        | 29,95        | 11 919      | 46,71       |  |
|                | Claude Delorme sortant réélu | FGDS (SFIO)    | 7 373        | 29,18        | 13 600      | 53,29       |  |
|                | Pierre Girardot              | PCF            | 6 102        | 24,15        | Retrait     | Retrait     |  |
|                | Henri Mille                  | Modérés        | 3 598        | 14,24        | Retrait     | Retrait     |  |
|                | Georges Dolias               | PSU            | 628          | 2,49         |             |             |  |
|                |                              |                |              |              |             |             |  |
| Inscrits       | Inscrits                     | Inscrits       | 32 610       | 100,00       | 32 590      | 100,00      |  |
| Abstentions    | Abstentions                  | Abstentions    | 6 788        | 20,82        | 6 336       | 19,44       |  |
| Votants        | Votants                      | Votants        | 25 822       | 79,18        | 26 254      | 80,56       |  |
| Blancs et nuls | Blancs et nuls               | Blancs et nuls | 553          | 2,14         | 735         | 2,8         |  |
| Exprimés       | Exprimés                     | Exprimés       | 25 269       | 97,86        | 25 519      | 97,2        |  |